# Toyota Fielder
Fielder é a versão perua do sedan Corolla.

## América Latina
O Fielder da América Latina é ligeiramente diferente dos outros mercados. É o único no mundo a adotar a frente e o conjunto óptico igual ao do Corolla americano. É baseado no Corolla de nona geração. Foi produzido de 2004 a 2008 na fábrica da Toyota em Indaiatuba e foi exportado para alguns países da América Latina, principalmente a Argentina.
Disponível em transmissão manual de cinco velocidades ou automática de quatro, o motor 1.8 1ZZ-FE VVT-i de 136 cv do Corolla era o único disponível no Fielder. Foi vendido nas versões XEi, SE-G, e S.
Deixou de ser fabricada em julho de 2008, por conta da queda nas vendas e, principalmente, porque atrapalhava o ritmo de produção do Corolla, bem mais procurado no mercado.

### Ficha técnica
Motor: Transversal, 4 cilindros em linha, 16 válvulas (4 por cilindro), 1794 cc. Duplo comando variável de válvulas no cabeçote, injeção multiponto sequencial; compressão de 10:1.
Câmbio: Manual de 5 ou automático de 4 velocidades. Tração dianteira.
Freios: Dianteiros a disco ventilado; traseiros a disco. Freios ABS.
Direção: Hidráulica; pinhão e cremalheira.
Rodas: 195/60, R15.
Porta-malas: 411 litros.

### Produção
| Ano   | Produção (gasolina) | Produção (flex) | Total  |
| ----- | ------------------- | --------------- | ------ |
| 2004  | 4.697               | -               | 4.697  |
| 2005  | 8.479               | -               | 8.479  |
| 2006  | 9.956               | -               | 9.956  |
| 2007  | 3.978               | 5.162           | 9.140  |
| 2008  | 1.954               | 882             | 2.836  |
| Total | 29.064              | 6.044           | 35.108 |

## Outros mercados
Além do Brasil, o Fielder é produzido no Japão e na Turquia. O Fielder japonês continuou a ser produzido após a nona geração do Corolla, chegando a sua atual décima primeira geração. É relativamente mais curto que o brasileiro, com uma frente menor, igual à do Corolla asiático. O Fielder japonês é uma versão SW do Axio, que por sua vez é baseado no Corolla (incluindo motorização).
Em 10 de outubro de 2006, foi lançada no Japão a décima geração do Fielder que contava com versões equipadas com transmissão continuamente variável (Câmbio CVT).